# 聖安娜沙角區
聖安娜沙角區是聖基茨和尼維斯的14個區之一，位於聖基茨島西北部，北接聖保羅卡皮斯特萊區，東鄰聖約翰卡皮斯特萊區，南毗聖托馬斯米德艾蘭區，西臨加勒比海，首府設於沙角鎮，面積13平方公里，2001年人口3,140，人口密度每平方公里241.54人。